# ФК Фолкърк
ФК Фолкърк (на английски: Falkirk Football Club, също познат и като The Bairns, Децата) е богат на традиции шотландски отбор от град Фолкърк. След изкачването си през 2005 г. отборът играе в Шотландска премиър лига.
Отборът е основан през 1876 г. и оттогава на няколко пъти сменя стадиона си. Едва през 1885 г. „Броквил парк“ в града официално става стадион на отбора. През 2003 г. заради изискванията на Лигата е нужен нов стадион. За кратко ФК Фолкърк дели с ФК Стенхаусмюър стадион „Охилвю Стейдиъм“. От 2004 г. домакинските мачове се провеждат на Фолкърк Стейдиъм.

## Успехи
- Носител на Купата на Шотландия (2):

1913, 1957

## Известни играчи
- Сър Алекс Фъргюсън
- Дейвид Уеър
- Джордж Бърли
- Ръсел Лапати
- Кевин Макалистър
- Каспар Шмайхел
- Мо Джонстън
- Крис Уедъл
- Робърт Олежник
- Роман Уолнър

## Български футболисти
- Николай Тодоров: 2019/20 (7 мача - 0 гола)